# Bistum Lubbock
Das Bistum Lubbock (lat.: Dioecesis Lubbokensis) ist eine in den Vereinigten Staaten gelegene römisch-katholische Diözese mit Sitz in Lubbock, Texas. 

## Geschichte
Das Bistum Lubbock wurde am 25. März 1983 durch Papst Johannes Paul II. mit der Apostolischen Konstitution Monent prudentia aus Gebietsabtretungen der Bistümer Amarillo und San Angelo errichtet und dem Erzbistum San Antonio als Suffraganbistum unterstellt.

## Territorium
Das Bistum Lubbock umfasst die im Bundesstaat Texas gelegenen Gebiete Bailey County, Borden County, Cochran County, Cottle County, Crosby County, Dawson County, Dickens County, Fisher County, Floyd County, Gaines County, Garza County, Hale County, Haskell County, Hockley County, Jones County, Kent County, King County, Lamb County, Lubbock County, Lynn County, Motley County, Scurry County, Stonewall County, Terry County und Yoakum County.

## Bischöfe von Lubbock
- Michael Jarboe Sheehan, 1983–1993, dann Erzbischof von Santa Fe
- Plácido Rodríguez CMF, 1994–2016
- Robert Milner Coerver, seit 2016

## Einzelnachweise

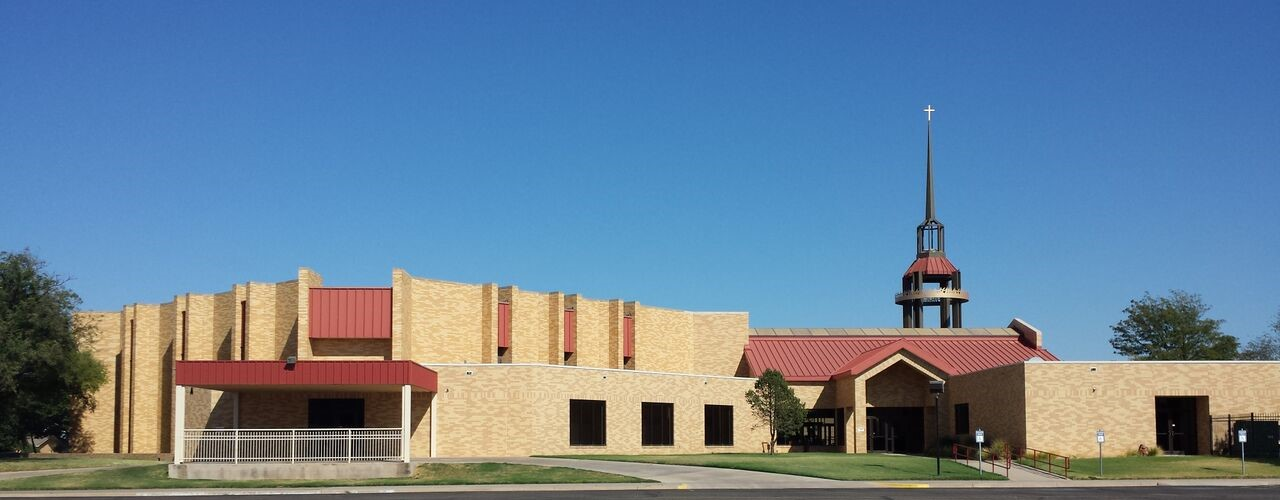
Kathedrale: Christ the King in Lubbock